# Lavoir de Saint-Victor-la-Coste
Le lavoir de Saint-Victor-la-Coste est un lavoir situé à Saint-Victor-la-Coste, dans le Gard.

## Localisation
Le lavoir est situé dans le département français du Gard, sur la commune de Saint-Victor-la-Coste.

## Historique
L'édifice est inscrit au titre des monuments historiques en 1980.